# 데리 시티 FC
데리 시티 축구 클럽(아일랜드어: Cumann Peile Chathair Dhoire, IPA: [kʊmən̪ˠ pɛlʲə xahəɾʲ ɣɛɾʲə])은 북아일랜드 북아일랜드의 데리시에 자리 잡고 있는 축구 클럽으로, 현재 아일랜드의 최상위 리그인 FAI 프리미어디비전에 참가하고 있다. 데리 시티는 아일랜드 리그에 참가하는 유일한 북아일랜드 축구팀이다. 클럽의 홈구장은 브랜디웰 스타디움으로 7,700명의 수용이 가능하다.
데리 시티는 처음에는 아일랜드 리그(여기서 아일랜드 리그는 북아일랜드 지역에서 펼쳐지는 리그를 뜻한다.)에 참가하였었다. 그러나 1971년에 북아일랜드와 아일랜드 간에 불화가 생기면서 문제가 발생하였다. 따라서 국경 아일랜드와의 국경 근처에 위치한 데리 시티는 홈구장인 브랜디웰 스타디움에서 홈경기를 치를 수 없게 되었다. 그래서 데리시티는 홈경기를 30km 정도 떨어진 콜레인에서 플레이하였다. 안전 문제는 다음 해인 1972년까지도 계속되었다. 그렇지만 북아일랜드 리그 측에서는 이러한 상황에서 리그를 진행하는 것이 어렵다는 주장을 펼쳤고 이로 인해 데리 시티는 1972년 10월 13일에 리그를 포기하였다. 그 후 13년 동안 데리 시티는 아일랜드리그가 재승인할 방법을 찾고 있었지만, 브랜디웰을 홈구장으로 정하였기 때문에, 재승인이 떨어지지 않았다. 이는 분파주의자들에 의해 거절이 이루어졌음을 예상한 데리 시티는 리그 측이 절대 재승인을 해 주지 않을 거라고 믿었기 때문에 1985-86시즌에 현재의 FAI 프리미어디비전의 전신인 아일랜드 풋볼 리그 (Football League of Ireland)에 참가하여 현재까지 아일랜드의 FAI 프리미어디비전에서 플레이하고 있다.

## 역대 성적

#### 북아일랜드 (1928-1972)
- 아일랜드 프리미어리그

우승 (1) : 1964-65
준우승 (7) : 1931-32, 1934-35, 1935-36, 1936-37, 1937-38, 1965-66, 1968-69
- 아일랜드 컵

우승 (3) : 1949, 1954, 1964
준우승 (3) : 1936, 1957, 1971

#### 아일랜드 (1985-현재)
- 리그 오브 아일랜드 프리미어 디비전

우승 (2) : 1988-89, 1996-97
준우승 (5) : 1989-90, 1991-92, 1994-95, 2005, 2006
- FAI 컵

우승 (4) : 1989, 1995, 2003, 2006
준우승 (3) : 1988, 1994, 1997
- FAI 리그컵

우승 (8) : 1988–89, 1990–91, 1991–92, 1993–94, 1999–2000, 2005, 2006, 2007
준우승 (2) : 1989-90, 2001-02

## 선수 명단

### 현역
참고: FIFA 자격 규정에 따라 소속된 국가대표팀 국기를 표시합니다. 선수는 복수의 FIFA 비회원국 국적을 가지고 있을 수 있습니다.
| 번호 | 포지션 | 국적       | 이름          |
| ---- | ------ | ---------- | ------------- |
| 1    | GK     | 아일랜드   | 브라이언 마허 |
| 9    | FW     | 아일랜드   | 패트릭 호반   |
| 12   | FW     | 스코틀랜드 | 폴 맥멀런     |

| 번호 | 포지션 | 국적 | 이름 |
| ---- | ------ | ---- | ---- |

## 역대 감독
| 감독        | 임기        |
| ----------- | ----------- |
| 펠릭스 힐리 | 1994 ~ 1998 |